# Jutta Vialon
Jutta Mary Vialon (* 3. März 1917 in Berlin; † 23. Februar 2004 in Oyten bei Bremen) war eine deutsche Fotografin, die seit 1948 in Bremen vor allem für Radio Bremen, aber auch andere Auftraggeber in der Hansestadt arbeitete.

## Leben
Jutta Vialon wurde 1917 als einziges Kind des bald darauf als Bankdirektor tätigen Justus Vialon (1888–1962) und seiner Frau Wally, geb. Günther (1894–1962) in Berlin-Friedenau geboren. Die Familie verließ 1919 Berlin; verschiedene berufliche Stationen des Vaters führten sie nacheinander nach Kronau in Bayern, Langensalza und Sonneberg in Thüringen, Zittau und Plauen in Sachsen und Leer in Niedersachsen. 1934 zog die Familie nach Bremen in das Haus Am Dobben 150, wo die Tochter mit kurzen Unterbrechungen bis 1976 wohnen blieb. Ihr Vater wurde 1936 stellvertretender Direktor der Niedersächsischen Landesbank Girozentrale in Bremen und 1938 Vorstandsmitglied der neuen Bremer Landesbank.
1938 begann sie in Bremen bei der Firma Photo Dose eine Fotografenausbildung, lebte allerdings zeitweise in Weimar und Leisnig. Vom 1. Januar 1942 bis zum 15. September 1944 arbeitete Vialon für das Berliner Fotoatelier Sandau. In der Schlussphase des Zweiten Weltkriegs war sie in der Rüstungsindustrie dienstverpflichtet und wurde als Laborantin bei den Elektrotechnischen Werkstätten in Rielasingen eingesetzt.
1948 meldete Jutta Vialon kurz nach dem Tod ihres Vaters das Fotografenhandwerk in Bremen an und betrieb in dem Haus Am Dobben 150 bis 1975 ein Fotoatelier mit kleinem Fotobedarfsgeschäft. Sie erstellte vor allem Porträt-, Familien- und Werbeaufnahmen. Im Alter von 58 Jahren meldete sie im April 1975 ihr Geschäft ab, die Gründe dafür blieben unbekannt. Danach arbeitete sie noch ab und zu für Radio Bremen, vereinzelte Aufträge sind noch bis Anfang der 1980er Jahre nachweisbar. 1976 zog sie in eine Seniorenbetreuung in die Bremer Umlandgemeinde Oyten. Zeitlebens unverheiratet und kinderlos starb sie verarmt Anfang 2004 im Alter von 86 Jahren.

## Werk
Die Fotografin Jutta Vialon war eine der ganz wenigen Frauen, die diesen Beruf in Bremen ausübten. Ihre hervorragenden handwerklichen Qualitäten im Lichtbildporträt wären vergessen, wenn ihr nicht prominente Dokumentationsaufträge Arbeiten in anderen Genres ermöglicht hätten. So hielt sie 1958/59 in einer Serie für die Klöckner-Hütte Bremen die kurz zuvor aufgenommene Stahlproduktion im Bild fest und begleitete 1957–1959 Umbau und Probefahrten des Passagierdampfers Bremen (V) des Norddeutschen Lloyd.
Überragend ist ihre Bedeutung als fotografische Chronistin von zahlreichen Fernseh- und Hörfunkproduktionen von Radio Bremen, einem Sender, für den sie fast 30 Jahre als Standfotografin wirkte. Sie begleitete die frühen Produktionen von Radio Bremen von einem der ersten Fernsehspiele über das Hafenkonzert bis hin zur Rudi Carrell Show. Ihre Aufnahmen aus den legendären Beat-Club-Musiksendungen sind in ihrer Intensität und Emotionalität wichtige Zeugnisse für das Lebensgefühl und den Ausdruckswillen in den 1960er und 1970er Jahren.
Sie arbeitete vor allem mit Kleinbild- und Mittelformatkameras und erstellte meistens Schwarzweißaufnahmen, die sie stets im eigenen Atelier entwickelte.
Jutta Vialons Nachlass, rund 63.000 wohlgeordnete, überwiegend schwarz-weiße Fotos, davon etwa die Hälfte auf Radio Bremen bezogen, lag lange unbeachtet auf dem Dachboden ihrer alten Wohnung, bis der aufmerksame neue Besitzer die Bedeutung des Bilderschatzes erkannte und 2006 eine Übernahme durch das Staatsarchiv Bremen ermöglichte.

## Ausstellungen (posthum)
- 2015/16: „Jutta Vialon – The Beat Goes on –“, gemeinsame Fotoausstellung von Radio Bremen, der Hochschule für Künste Bremen und dem Bremer Staatsarchiv im Staatsarchiv Bremen[3]